# Мосальский, Фёдор Александрович Гладыш
Князь Фёдор Александрович Мосальский по прозванию Гладыш (ум. после 1597) — голова и воевода во времена правления Ивана IV Васильевича Грозного, Фёдора Ивановича и Смутное время.
Рюрикович в XX колене. Из княжеского рода Мосальские. Младший сын князя Александра Дмитриевича Мосальского, записанного в 1551 году в третью статью московских детей боярских, в 1558 году годовал вторым воеводой в Болхове. Имел братьев, князей: Даниила, Семёна и Михаила по прозванию Рубец известных по родословным.

## Биография

### Служба Ивану Грозному
В июле 1566 года в числе дворян 2-й статьи, принимал участие в совещании Земского собора по поводу вопроса о продолжении войны с Польшей, на котором принято решение об отказе полякам в перемирии.
В 1571 году подписался поручителем по боярам-поручителям по князю Ивану Фёдоровичу Мстиславскому в его верности.
В 1572 году второй воевода Передового полка во Ржеве.
В 1576 году голова в Передовом полку у воеводы и князя Василия Юрьевича Голицына.
В 1577 году был в Кашине для высылки на службу в Лифляндию детей боярских, затем, зимой был пятым головой Передового полка в походе под Колывань при князе В.Ю. Голицыне.
В 1580 году в войне с литовцами — воевода Передового полка в Ржеве-Владимирской.
В 1581 году голова в войсках правой руки в Можайске и в походе на Речь Посполитую при Романе Дмитриевиче Бутурлине.
В 1583 году третий воевода в Смоленске.
В 1584 году второй воевода Передового полка окраинных войск на Орле, против крымцев.

#### Служба Фёдору Ивановичу
В 1585 году воевода Передового полка в Крымском походе. В этом же году вновь воевода на Орле.
В 1588 году сходный воевода в Мценске, а потом сходный воевода Большого полка с князем Ноготковым.
В 1590—1591 годах первый воевода в Почепе.
В 1592 году воевода в Ряжске и велено идти в сход в Сторожевой полк.
В 1593 году сходный воевода из Ряжска в Сторожевом полку окраинных войск.
В 1594 году первый воевода на Ельне.
В 1597—1598 годах первый воевода на Воронеже.
Князь Фёдор Александрович Мосальский погиб в бою с войсками царя Василия Шуйского, сражаясь на стороне Лжедмитрия II "пал, оказав храбрость, достойную лучшей цели".
Имел сына Василия Фёдоровича Мосальского Гладыша — воеводу и окольничего.